# Al-Merrikh Stadion
Het Al-Merrikh Stadion (de bijnaam van het stadion is 'Het rode kasteel') is een multifunctioneel stadion in Omdurman, Soedan. Het stadion werd gebouwd vanaf 1962 en geopend op 30 november 1964. In het stadion worden vooral voetbalwedstrijden gespeeld. De voetbalclub Al-Merreikh speelt zijn thuiswedstrijden in dit stadion. Ook het nationale elftal speelt hier zijn thuiswedstrijden. In het stadion kunnen 43.000 toeschouwers.